# جمهورية مولوسيا
جمهورية مولوسيا (بالإنجليزية: Republic of Molossia)، هي دولة مجهرية غير معترف بها، تأسست عام 1977 وهي منزل صغير قرب دايتون في ولاية نيفادا بالولايات المتحدة الأمريكية. وتعتبر أصغر دولة في العالم، ويبلغ عدد المنتمين لها 27 فرداً فقط.
تقع جمهورية مولوسيا في ولاية نيفادا الأمريكية ومساحتها 0.0053 كم مربع (المنزل 40 م2 ويحيط به مساحة 23,263 متر²) وعدد سكانها 27 نسمة، وتعتبر من الدول المتناهية في الصغر ولها علم وحكومة وتأسست الجمهورية عام 1977، أما مساحتها فتشمل منزل الرئيس والحديقة الأمامية والخلفية وتملك بنك ومركز أبحاث للفضاء، ومكتب بريد صغير جدًا، وثاني لغة تعترف بها مولوسيا هي لغة إسبرانتو، ويدعي رئيسها أن لها توقيت خاص بها.

## تاريخها
كانت مولوسيا في الأصل ملكية تسمى جمهورية فولدشتاين الكبرى (1977) وأعيدت تسميتها فيما بعد بمملكة مولوسيا (1998). كانت في ظل نظام شيوعي لفترة قصيرة من الزمن. جاءت أصول مولوسيا من مشروع صغير في مرحلة الطفولة، هو جمهورية فولدشتاين الكبرى، التي أسسها كيفن بو وجيمس سبيلمان عندما كانا مراهقين في 26 مايو 1977. ادعى بو أنه أسس فكرة مولوسيا على فيلم The Mouse That Roared،  كما يدعي تأثيره من الفترة التي قضاها في الجيش.

## نظام الحكم

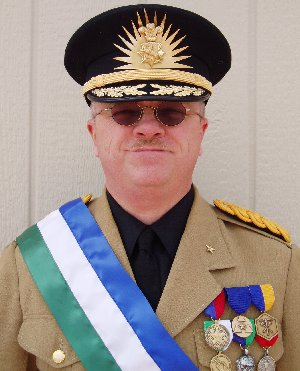
رئيس جمهورية مولوسيا كيفين بوهو

كيفين بوهو هو رئيس جمهورية مولوسيا، ويحب أن يظهر بمظهر الدكتاتور فيرتدي لباسه العسكري والنظارات الكبيرة ويمتلك نظرة صارمة، وهذه الجمهورية تدفع الضرائب إلى الولايات المتحدة وهو ما يعتبره رئيسها بمثابة تقديم المساعدات لدولة أجنبية.

## الأعياد الوطنية
تحتفل جمهورية مولوسيا بيوم الامبراطورية الذي يصادف 8 يناير من كل عام كما تحتفل بيوم "جاكي" وهو أول كلب تمت ولادته على أرض الجمهورية في 4 فبراير، كما تحتفل بـ"يوم مير" في 23 مارس وهو يوم سقوط سفينة الفضاء الروسية على الأرض، كما تحتفل بعيد الاستقلال الذي يوافق 4 مايو من كل عام إضافة إلى الاحتفال بـ"عيد الرئيس” في 30 يوليو من كل عام.

## الشعارات الوطنية
علم مولوسيا هو علم أفقي ثلاثي الألوان من الأزرق والأبيض والأخضر. يمثل الشريط الأزرق قوة الأمة وسماء الصحراء، ويمثل الشريط الأبيض النقاء والجبال المحيطة، ويمثل الشريط الأخضر الازدهار والمناظر الطبيعية لمولوسيا. لتوفير تكاليف إنتاج أعلام مصنوعة حسب الطلب، تستخدم مولوسيا عادة علم سيراليون مقلوبة رأسًا على عقب.
تشمل الرموز الوطنية الأخرى لمولوسيا فرس موستانج كشعار للحيوان الوطني؛ والسمان الصحراوي كرمز الطائر الوطني. والعرعر الشائع والنباتات الشائع، شجرة وزهرة مولوسيا الوطنية على التوالي. إنه أصل مولوسوليني، وهو مشروب مخلوط غير كحولي من سبرايت وغرينادين وعصير أناناس، مع إضافة الكرز وشرائح من الموز والبرتقال والأناناس.

## الجيش
لا يوجد لجمهورية مولوسيا جيش لقلة سكانها، لكن في عام 2013 عرض على موقع مولوسيا الرسمي أول صورة عسكري مولوسي، وعدد أفراد الجيش لا يزيد عن خمسة أشخاص، ولا يوجد وسائل دفاع مثل الطائرات أو الدبابات، ولكن يوجد مدفعيات قديمة تطلق الصخور وهي في حديقة منزل الرئيس.

## الحدود
لعبور الحدود إلى مولوسيا يجب أن يتم ختم جواز السفر من محطة خاصة والذي يختم جواز السفر هو الرئيس نفسه.

## التوسيع
في أغسطس 2003 وسعت مولوسيا حدودها لأول مرة واشترت أراضي في شمال كاليفورنيا، وخلقت أول مستعمرة لها تدعى فارفالا.

## الرياضة
تمكنت مولوسيا بفضل جهود رئيسها ونشاطه الدبلوماسي في عام 2000 من استضافة الألعاب الأولمبية الأولى للدول المجهرية، بالتنسيق مع دورة سيدني التي أقيمت في نفس السنة.

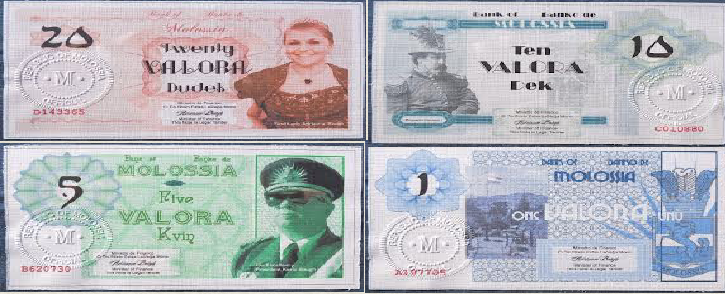
فئات من عملة الفالورا

## الاقتصاد والعملة
عملة مولوسيا هي فالورا والتي تنقسم إلى 100 فيتيرز وهذه العملة لا توجد دولة متداولة بها غير مولوسيا. وترتبط بالقيمة النسبية لعجينة البسكويت Pillsbury.  يتم تخزين عجينة البسكويت في مبنى خارجي يسمى بنك مولوسيا، حيث تُباع العملات المعدنية المصنوعة من رقائق القمار والأوراق النقدية المطبوعة.